# Schloss Het Oude Loo

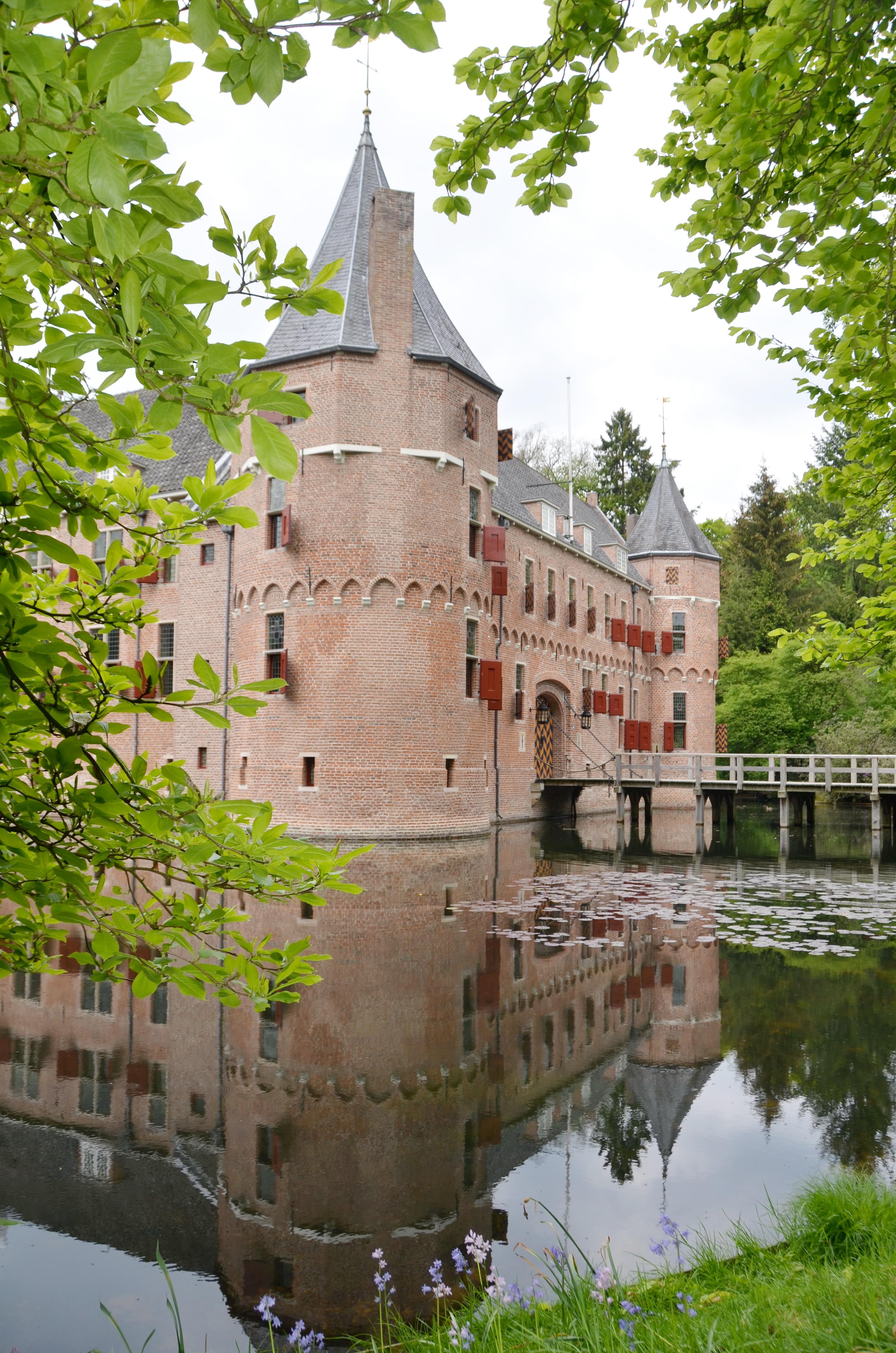
Schloss Het Oude Loo

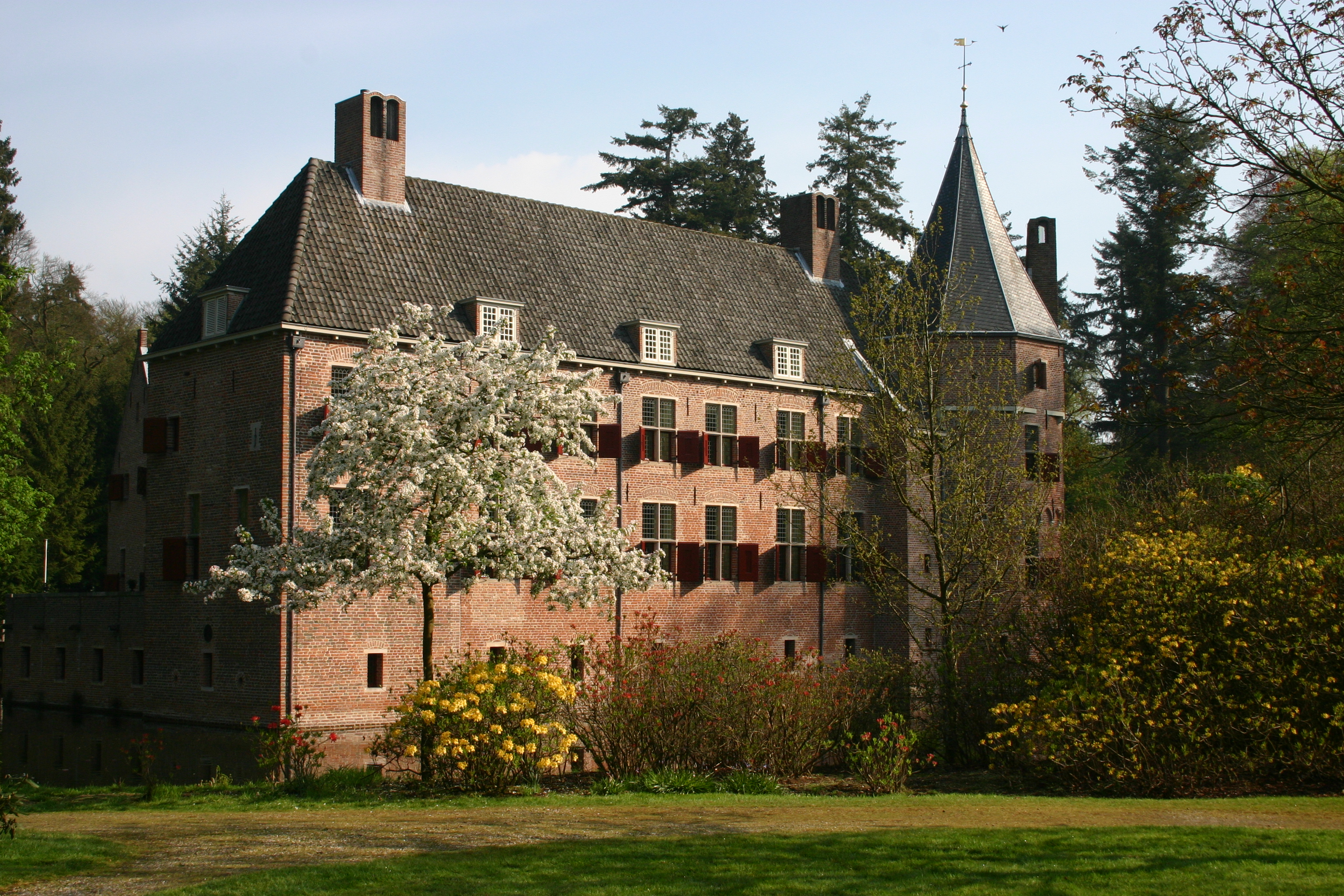
Seitenflügel

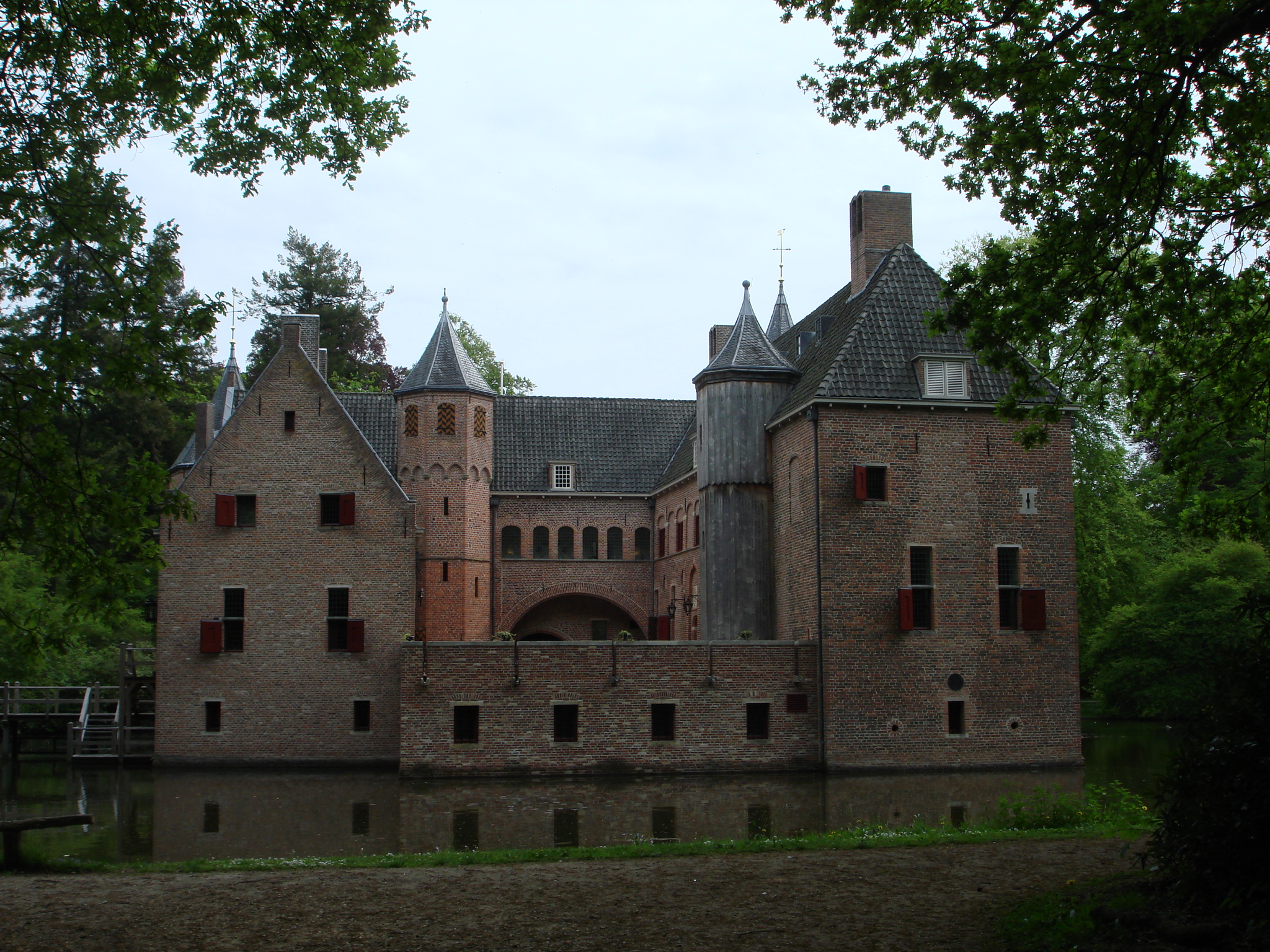
Rückansicht

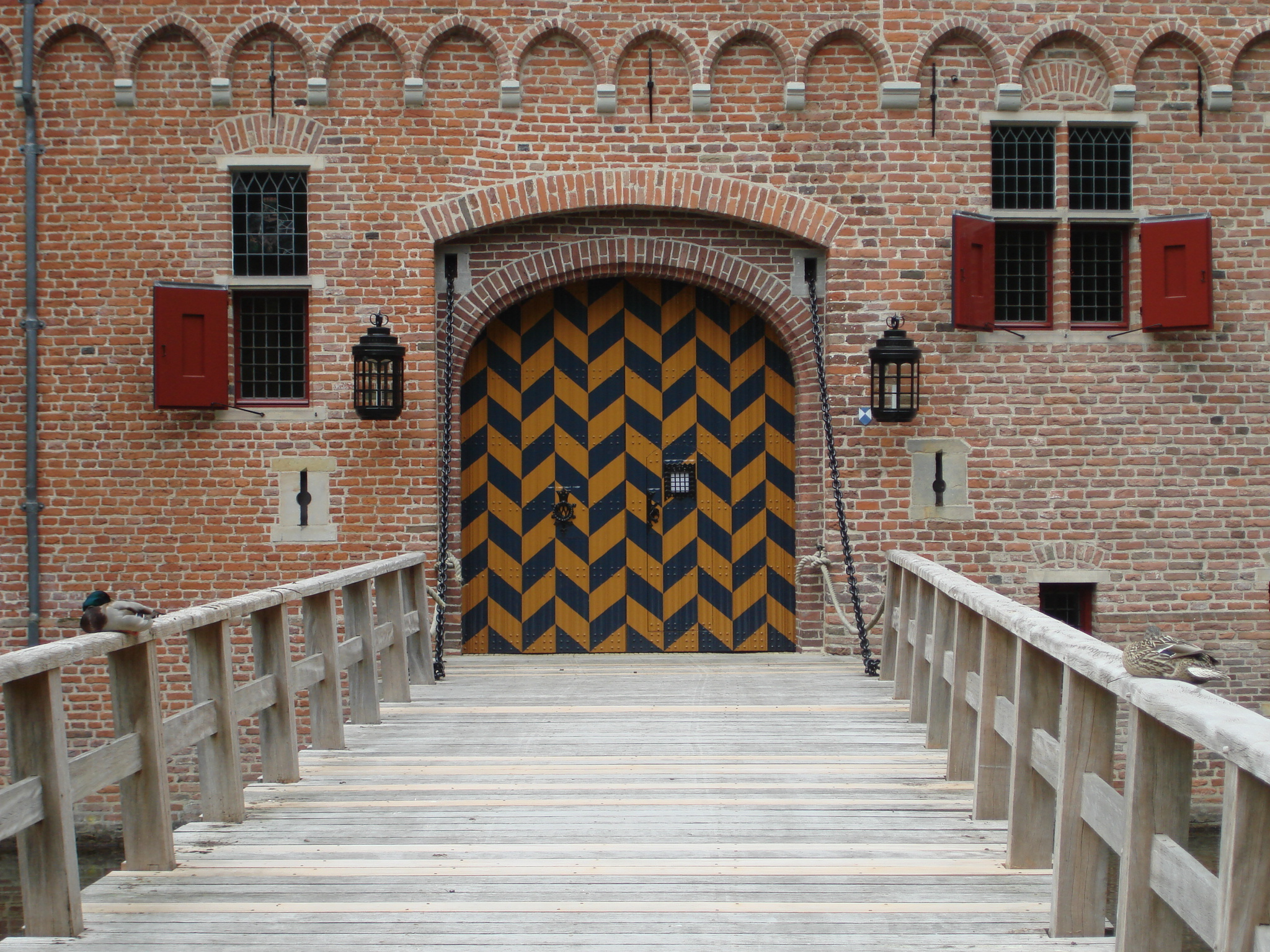
Haupteingang

Das Schloss Het Oude Loo (niederländisch Kasteel Het Oude Loo) ist ein Jagdschloss aus dem 15. Jahrhundert, das sich im Krongut Het Loo in Apeldoorn (in der niederländischen Provinz Gelderland) befindet, unweit vom Schloss Het Loo. Das germanische Wort „loo“ bedeutet „Lichtung im Wald“. Das Schloss ist ein geschütztes Kulturdenkmal.

## Geschichte
Het (Oude) Loo wurde erstmals 1439 erwähnt, als Eigentum von Udo Talholt. Udo Talholt, Ratsherr des Herzogs von Geldern, war nicht nur ein einflussreicher, sondern auch ein reicher Mann, der dem Herzog eine große Summe Geld lieh. Möglicherweise war er der Erbauer des Schlosses, dessen älteste Teile aus dem 15. Jahrhundert stammen.
Im 16. Jahrhundert gehörte der Besitz den Bentincks, die das Schloss um 1540 vergrößerten. Eine Zeit lang befand es sich in den Händen der Familie D’Isendoorn à Blois, die auch das nahe gelegene Schloss Cannenburgh besaß. Im 15. Jahrhundert muss das Haus sehr klein gewesen sein; ein rechteckiger Bau – der heutige Vorderflügel – mit zwei runden Ecktürmen. Gegen Mitte des 16. Jahrhunderts wurden auf der Rückseite zwei Flügel gebaut, die einen Hof umschließen; nur der hintere Eckturm gehört zur ersten Bauzeit. Eine Mauer schloss den Innenhof auf der vierten Seite ab. Das Schloss ist ganz aus Backstein erbaut, mit gelegentlicher, spärlicher Verwendung von Naturstein.
Im 18. Jahrhundert begann eine Zeit, in der Erbschaftsfragen dafür sorgten, dass das Schloss häufig den Besitzer wechselte. Einige, wie Prinz Willem V., schätzten Het Loo nicht, aber aus patriotischen Gründen wurde dort trotzdem eine große Menagerie errichtet. Im Jahr 1795 reiste Wilhelm V. nach England. Die Franzosen kamen und beschlagnahmten die Besitztümer des Hauses Oranien. Schloss Het Loo und Schloss Het Oude Loo beherbergten 3000 französische Soldaten.
Im Jahr 1806 übertrug Napoleon seinem Bruder Louis den Thron der Batavischen Republik. Im Sommer bezog der König seine Residenz in Het Loo, und zu seinen ersten Taten dort gehörte das Zuschütten des Grabens um Het Oude Loo. Als Kind hatte man ihm vorausgesagt, dass er durch Ertrinken sterben würde, und er tat alles, was er konnte, um die Wahrscheinlichkeit zu verringern, dass die Voraussage sich erfüllte.
Im Jahr 1904 beauftragte Königin Wilhelmina den berühmten Architekten Pierre Cuypers mit einer Generalrestaurierung. Eine wichtige erste Aufgabe war die Restaurierung des alten Kanals, aber Cuypers ging noch viel weiter. Er ging sehr frei mit den historischen Gegebenheiten um und scheute sich nicht, „im Geiste“ des ursprünglichen Designs zu arbeiten und viele Anpassungen vorzunehmen. Vorgenommene Änderungen sind der erhöhte Südwestturm und das Querdach auf diesem Turm. Ein weiterer Turm, der gegen den Südflügel gebaut wurde, war als Fluchtweg gedacht. Ursprünglich gab es an dieser Stelle keinen Turm. Die Restaurierung wurde nach Cuypers’ Tod im Jahr 1921 von seinem Sohn Jos Cuypers abgeschlossen, der seit 1900 im Büro seines Vaters gearbeitet hatte. Het Oude Loo wurde nach der Restaurierung kaum noch benutzt, und der Verfall ließ nicht lange auf sich warten. Bereits 1948 galt der Dachstuhl als einsturzgefährdet und es wurden Sicherungsmaßnahmen vorgenommen.
1968 begann C. W. Royaards mit der erneuten Restaurierung der Oude Loo und machte damit viel von Cuypers’ Arbeit zunichte. Unter anderem wurde der Turmaufsatz durch eine schlankere Variante aus Holz ersetzt, und der Südwestturm erhielt seine ursprüngliche Form zurück. Nach Royaards’ Tod 1970 vollendete J. B. Baron van Asbeck 1976 die Restaurierung, weitgehend nach den vorhandenen Plänen Royaards’; er restaurierte auch das Schloss Het Loo, bereitete es für die Nutzung als Museum vor und legte den Garten nach der historischen Gartenanlage an.

## Bewohner
Het Oude Loo befand sich in den Händen der Familien Varick, Arnheim, Voorst, Van Rossum, Isendoorn, Stepraedt und Ulft. Viele Mitglieder dieser Familien hatten sowohl im kirchlichen als auch im administrativen Leben Apeldoorns im 15. und 16. Jahrhundert erheblichen Einfluss.
Am 27. November 1684 kaufte der Statthalter Willem III. das Haus und das Gelände. Bis zu dieser Zeit beherbergte die Burg eine römisch-katholische unterirdische Kirche, die sich im Großen Saal oder Rittersaal befand. Kurz nach dem Kauf durch den Statthalter wurde mit dem Bau von Schloss Het Loo begonnen, da Het Oude Loo zu klein war, um den Prinzen und sein Gefolge unterzubringen.
Am 17. August 2006 zogen der damalige Prinz Naruhito und die damalige Prinzessin Masako von Japan für einige Zeit in Het Oude Loo ein. Es war ihnen vom niederländischen Königshaus zur Verfügung gestellt worden, weil die Prinzessin durch den psychischen Druck und die starre Etikette am japanischen Hof erschöpft war. Sie blieben sechs Wochen lang auf dem Schloss.

## Gegenwart
Het Oude Loo ist ein nationales Denkmal und befindet sich seit 1968 im Besitz des Staates der Niederlande (Reichsgebäudeverwaltung). Die königliche Familie, die das Schloss mietet, nutzt es immer noch regelmäßig. Die königliche Familie legt großen Wert auf das Landgut Het Loo. Es ist ein Ort, an dem sich die Familie oft versammelt, vor allem seit der Veräußerung von Schloss Het Loo im Jahr 1975.